# Ruatoria
Ruatoria – miasto w Nowej Zelandii, na Wyspie Północnej, w regionie Gisborne.